# オシアン・コール・シモンズ
O.C.シモンズとして知られるオシアン・コール・シモンズ（Ossian Cole Simonds、1855年-1931年）は、アメリカのランドスケープデザイナーだが、「ランドスケープガーデナー」のそれより「ランドスケープアーキテクト」という言葉が当てはまる。シモンズの作品の数々は現在米国国家歴史登録財（NRHP）として登録されている。

## キャリア
ミシガン州グランドラピッズ近郊で生まれ、1874年から1878年にミシガン大学で土木工学を専攻の一方ウィリアム・ル・バロン・ジェニーのもとで建築を軽く学ぶ。1878年からシカゴでウィリアム・ホラバードらとジェニーの建築業務に参加。ジェニーは1880年に委託されたグレースランド墓地設計のアシスタントに彼らを抜擢、ホラバード＆シモンズとして、この業務を実行することとなる。1881年には、ジェニーのオフィスで働いていたマーティン・ロッシュも、第三のパートナーとして設計に参加。1883年にシモンズはグレースランド墓地だけに集中する会社を設立。最終的には独立したランドスケープデザイナー、ランドスケープコンサルタントとして引っ張りだこになっている。

## 実績
- カマー庭園（フロリダ州ジャクソンビル　829リバーサイドアベニュー、NRHP登録作）
- レイクフォレスト墓地（イリノイ州レイクフォレスト　1525。NRHP登録作）
- 図書館パーク（ウィスコンシン州ケノーシャ　711第59場所、NRHP登録作）
- リンカーンパーク（イリノイ州シカゴ　2045リンカーンパークW. NRHP登録作）
- リバービューパーク（ミズーリ州ハンニバル　2000ハリソン・ヒル、NRHP登録作）
- テニーパーク-谷原川パークウェイ（ウィスコンシン州マディソン　1220 E・ジョンソンセント;  501 S.ソーントンアベニュー、NRHP登録作）
- ワシントンパークファイエットアベニュー（イリノイ州スプリングフィールド、ウィリアムズブルバード、ウォルナットセント、マッカーサーブルバード、S.グランドアベニューとチャタム通りで囲まれた所。NRHP登録作）

## その他
1899年、彼はアメリカ造園家会ASLAの創設メンバー、そして1913年に会長を務めている。 
著者として『ランドスケープガーデニング』を書き1920年に出版した。